# Tulup
Il tulup è un caldo ed ampio giaccone senza cinta in vita, tradizionale russo, costituito generalmente da una pelliccia di montone o di astrakan "rivoltata", cioè con il pelo all'interno e la pelle all'esterno dell'indumento. L'ampio bavero protegge anche la testa, sia di lato che frontalmente. Adatto ai freddi inverni russi, veniva utilizzato in passato dalle sentinelle che lo indossavano sopra il cappotto.